# Griltjeplak
Griltjeplak is een grote duinvallei in de duinen van het waddeneiland Terschelling. De vallei ligt in het westen van het eiland, en behoort tot het gebied dat gerekend wordt tot West-Terschelling.

## Historie en ecologie
Griltjeplak was tot 1920 een vallei aan de binnenzijde van de zeereep, de zeewerende duinen. Vermoed wordt dat er voor 1920 een open verbinding bestond met de Noordzee, waardoor de vallei het karakter van een slufter had. Na 1920 zijn ten noordwesten van de vallei de Kroonpolders aangelegd, waardoor de vallei het directe contact met de Noordzee verloor. Ook is in dat jaar de Weeversdam aangelegd in de afwateringssloot. Dit dammetje veroorzaakte een sterke vernatting, waarbij mogelijk de verhoudingen tussen watertypen veranderden. Anno 2016 watert de vallei via een vaste stuw met overstort af op een sloot die langs de Kroonpolder naar het Groene Strand loopt.
De vallei is vochtig; in lage delen staat het grondwater bijna permanent boven het maaiveld. De natte delen zijn vrijwel volledig dichtgegroeid met riet. In het westen van Griltjeplak is een klein duinmeertje aanwezig, dat sinds de uitvoering van een natuurontwikkelingsproject in 1991 niet meer met riet is dichtgegroeid. De noord- en oostzijde van de vallei is omringd door restanten van paraboolduinen en kopjesduinen, zoals ook bij het Kaapjesvlak het geval is.

## Planten
In 2005 werd vastgesteld dat het Griltjesplak een groeiplaats is van het zeldzame pilvaren (Pilularia globulifera), het was op Terschelling de eerste vondst. Ook uit latere jaren zijn er waarnemingen bekend. Pilvaren is daarna ook elders op het eiland aangetroffen, onder andere in de Doodemanskisten, een andere Terschellingse duinvallei.
Andere bijzondere plantensoorten in het gebied zijn galigaan (Cladium mariscus), grote boterbloem (Ranunculus lingua), stijve waterweegbree (Echinodorus ranunculoides), oeverkruid (Littorella uniflora), waterdrieblad (Menyanthes trifoliata) en berendruif (Arctostaphylos uva-ursi).

## Naamgeving
Het woord Griltjeplak is afgeleid van een van de Terschellingse dialecten (vermoedelijk Schylingers of Westers) en betekent letterlijk Plevieren-vallei. Plak is een Terschellinger woord voor een natte duinvallei en Griltje is een plaatselijke aanduiding voor strandplevier, bontbekplevier of in het algemeen voor kleine plevieren en strandlopers. Het is vergelijkbaar met het Nederlandse woord griel, dat een grotere, plevierachtige vogel aanduidt die tot halverwege de 20e eeuw in Nederland als broedvogel voorkwam.